# Miss Marple e i tredici problemi
Miss Marple e i tredici problemi (titolo orig. The Thirteen Problems; negli USA uscì nel 1993 col titolo The Tuesday Club Murders) è una raccolta di 13 racconti scritti da Agatha Christie, pubblicati in Gran Bretagna nel giugno 1932 e  aventi per protagonista il personaggio dell'investigatrice amatoriale Miss Marple, di suo nipote Raymond West e dell'amico Sir Henry Clithering. Sono le prime storie dove la Christie fa debuttare la Marple, ambientate principalmente nel villaggio di St Mary Mead.

## Trama
Una sera, dopo cena, lo scrittore Raymond West, ospite della zia Miss Marple, rivolgendosi agli altri chiede loro di raccontare storie di delitti irrisolti. Ogni membro del "Club del martedì sera" (il nome è stato scelto per il giorno in cui si è svolto il primo incontro), propone agli altri alcune esperienze misteriose personali o di amici, e inutile dire che tutti sembrano scordarsi della mite Miss Marple, soprattutto il nipote. Ben presto dovranno ricredersi, in quanto sarà sempre lei a fornire la soluzione giusta ad ogni racconto. Il libro propone come ultimo "problema", Morte per annegamento, una situazione ben diversa dalle precedenti. Miss Marple cercherà di salvare una persona che rischia di essere condannata all'impiccagione ingiustamente.

## Racconti

### Il club del martedì sera (tradotto anche come:''Un'idea geniale'')
Un gruppo di amici si incontrano in casa di Miss Marple a Saint Mary Mead. Il Club è formato da Miss Marple, da suo nipote Raymond West, uno scrittore, la pittrice Joyce Lamprière, Sir Henry Clithering, primo commissario di Scotland Yard, un pastore protestante, il Dr Pender, e l'avvocato Petherick. La conversazione ruota attorno a misteri irrisolti; Raymond, Joyce, Pender e Petherick affermano che le loro professioni sono ideali per risolvere i crimini. Joyce suggerisce di formare un club, di riunirsi ogni martedì sera, e che in ogni serata un membro del gruppo dovrà raccontare un fatto realmente accaduto dai contorni misteriosi e gli altri dovranno risolvere il mistero. Sir Henry accetta di partecipare, e Miss Marple si offre brillantemente per completare il gruppo. 
Come primo enigma, Sir Henry propone un caso di omicidio. Una donna è morta per avvelenamento, dopo una cena nella quale tre persone (lei stessa, suo marito e una dama di compagnia) sono state male per avere mangiato aragosta in scatola, guasta. Un'autopsia rivela però che il veleno che ha ucciso la donna è in realtà arsenico. Sorgono quindi sospetti sul marito, che ha una relazione con la figlia del medico del posto. Il problema è che la vittima ha mangiato soltanto le stesse cose degli altri due presenti alla cena e non si spiega quindi come solo lei possa essere stata avvelenata. Le soluzioni dei vari membri del club si rivelano ingegnose ma errate; alla fine Miss Marple, che gli altri avevano quasi dimenticato, stupisce Sir Henry fornendo la spiegazione del mistero.

### Lingotti d'oro
Il secondo a raccontare una storia piena di mistero è Raymond West, nipote preferito di Miss Marple. Lo scrittore narra, che due anni prima, era diretto per una breve vacanza durante il periodo di Pentecoste a Polperro, un villaggio sulla costa inglese della Cornovaglia, vicino al quale si raccontava che una nave della Invincibile Armada fosse affondata con il suo prezioso carico d'oro. Durante il viaggio in treno Raymond chiacchiera con un ispettore di Scotland Yard, che a sua volta si sta recando in Cornovaglia per indagare su un furto commesso su una nave recentemente affondata e dalla cui cassaforte è sparito un carico di lingotti d'oro. Raymond racconta all'ispettore che per scrivere il suo nuovo libro di avventura si ispirerà alle leggende locali e sarà ospite nella villa del signor Newman, un esperto della storia della Invincibile Armada e proprietario dei diritti sul recupero dell'antico relitto. Dopo alcuni giorni di vacanza un mattino Newman, uscito per una passeggiata la sera prima, non si presenta a colazione. Dopo una lunga ricerca, viene ritrovato legato e imbavagliato in un fosso. Riferisce alla polizia che, la sera prima, aveva notato un gruppo di persone intente a trafficare in una delle caverne marine che si aprono nella scogliera e che era stato da queste legato e caricato su un furgone. L'ispettore pensa che si tratti della banda che ha effettuato il furto sulla nave e i sospetti cadono su un abitante del villaggio, proprietario di un pub ed esperto ex sommozzatore. Ma l'uomo ha un alibi di ferro. Raymond conclude la storia dicendo che l'oro non è mai stato recuperato e chiede se gli altri membri del club possono offrire una spiegazione. Miss Marple naturalmente ha capito come sono andate le cose, e Sir Henry Clithering conferma che la sua spiegazione è quella esatta, rivelando che tutta la banda è stata recentemente arrestata dopo aver tentato un altro colpo simile.

### Sangue sul lastricato
Un gruppo di partecipanti con ambizioni da detective tenta di svelare i misteri legati ad una storia che solo il narratore conosce.
La storia di Joyce è accaduta cinque anni fa in un paesino della Cornovaglia, Rathole, dove si era recata per dipingere.
Quando trovò il soggetto ideale, una locanda antica di nome “lo stemma di Polhorwith”, una macchina si arrestò proprio lì davanti. Dalla vettura scesero gli occupanti, un uomo e una donna.
Successivamente l'uomo risalì in macchina e con grande piacere di Joyce parcheggiò sul lungomare.
Poco tempo dopo sopraggiunse un'altra macchina dalla quale scese una donna alquanto bizzarra. A Joyce giungevano pochi frammenti dei loro discorsi dai quali capì che l'uomo, Denis, la moglie, Morgery e l'altra donna, Carol avevano intenzione di visitare una famosa grotta e di fare dei bagni al mare.
Dopo una discussione sul mezzo da utilizzare per raggiungere la grotta decisero che Denis e Morgery sarebbero andati in barca e che Carol sarebbe andata a piedi.
Sentendo parlare di bagni anche a Joyce venne voglia di nuotare così ripose gli arnesi e andò su una spiaggia, che conosceva solo lei, di fronte alla grotta.
Tornata nel pomeriggio Joyce riprese il dipinto dello stemma e capì che la comitiva era tornata dall'escursione perché due costumi, uno rosso e uno blu, pendevano dal davanzale.
Appoggiato a una delle colonnine della locanda apparve un pescatore dalla lunga barba nera. Joyce capì che era il personaggio mancante nel suo quadro così cominciò a dipingerlo.
Il pescatore si avvicinò e cominciò a raccontare la storia della distruzione del villaggio. Dal racconto Joyce apprese che il padrone della locanda era stato l'ultimo ad essere ucciso, era stato trafitto sulla soglia della locanda dalla spada di un capitano spagnolo, il suo sangue si era sparso sul suolo e per un secolo nessuno riuscì a lavarlo.
Per tutto il tempo della storia Joyce continuava a dipingere e ad un tratto si accorse che, distratta dalle parole del pescatore, aveva disegnato qualcosa che non c'era. Sul bianco riquadro del lastricato dove il sole cadeva davanti alla parete della locanda, aveva dipinto delle macchie di sangue.
Era incredibile che la mente potesse giocare scherzi così ma Joyce notò che vedeva lo stesso le macchie.
Chiese al pescatore se le vedesse anche lui, ma conosceva già la risposta.
Mentre Joyce fissava la strada con aria perplessa vide Denis e Morgery che, preoccupati per il ritardo di Carol chiedevano al pescatore se c'era qualche pericolo in cui la donna potesse incappare, dopo di che salirono in macchina.
Quando se ne andarono Joyce esaminò accuratamente il lastricato, non c'era nessuna macchia di sangue! Nello stesso istante il pescatore le raccontò una credenza popolare secondo la quale entro 24 ore dalla comparsa delle macchie di sangue sarebbe morto qualcuno.
Joyce prese gli arnesi e mentre era in procinto di allontanarsi vide Carol con un cappello color sangue, ormai ne era ossessionata.
A questo punto il racconto si interrompe e gli aspiranti detective cominciano a formulare le loro ipotesi. Secondo Raymond West le macchie erano dovute ad una indigestione.
Il racconto continua con la notizia della morte di una donna. Margery.
Lei e suo marito alloggiavano alla locanda del posto lei voleva nuotare, e nonostante il vento freddo era scesa in spiaggia da sola. Il marito era andato a giocare a golf e non vedendola tornare era andato a cercarla trovando solo i suoi vestiti su uno scoglio.
Il cadavere fu ritrovato solo una settimana dopo, proprio 24 ore dopo che Joyce aveva visto le macchie di sangue.
Dei partecipanti al gioco solo Miss Marple intuì la verità. Joyce aveva visto le gocce di sangue che cadevano sul lastricato dal costume da bagno rosso appeso sopra e dato che era rosso nessuno si rese conto delle macchie di sangue.
Il racconto prosegue, passa un uomo mentre Joyce era in una piccola stazione climatica sulla costa, quando le parve di rivivere una situazione già nota.
Un uomo e una donna salutavano un'altra donna, Carol. Lui era lo stesso Denis, ma la moglie era diversa.
Joyce andò di filato alla stazione di polizia dove scoprirono dei tristi avvenimenti. Denis non era il suo vero nome, egli sposava ragazze giovani e le convinceva a stipulare una fruttuosa assicurazione sulla vita. Carol era la sua vera moglie e agivano in coppia. 
Lui andava in un piccolo paesino con la nuova moglie, poi si recavano a fare il bagno insieme. La moglie veniva assassinata e Carol prendeva il suo posto.
I due avevano compiuto diversi omicidi intascando ingenti somme di denaro. Ma ora erano stati scoperti e i loro piani erano saltati, questa volta per sempre.

### Movente contro occasione
Il quarto membro del club a proporre il suo enigma è l'avvocato Petherick. Cambiando tutti i nomi, racconta una vicenda avvenuta di recente: un suo vecchio cliente, milionario, si è lasciato abbindolare da una sedicente medium e da suo marito, che sostengono di aver evocato lo spirito di una nipotina alla quale era molto affezionato. Il vecchio, in precarie condizioni di salute, manifesta l'intenzione di fare della donna la sua erede universale, tagliando fuori i parenti, eredi legittimi. L'avvocato Petherick viene convocato per assistere alla firma del nuovo testamento e lo porta via con sé in una busta chiusa. Qualche settimana dopo, alla morte del vecchio, la busta viene aperta ma si scopre che contiene solo fogli bianchi. L'avvocato ricorda che il giorno della firma nessuno dei parenti, che avevano un movente per far sparire il nuovo testamento, ha avuto l'occasione di manomettere la busta, mentre sia la medium sia suo marito, che invece hanno avuto tale opportunità, non avevano alcun interesse a farlo. I vari membri propongono a turno la loro spiegazione, ma solo Miss Marple fornirà la soluzione esatta.

### Il tempio di Astarte
La storia del dottor Pender assume subito aspetti sovrannaturali. Il reverendo racconta come anni prima si trovasse ospite di Sir Richard Haydon, un suo vecchio amico, in una casa di campagna ai margini della brughiera di Dartmoor. Nei pressi della casa si trovava un gruppo di alberi che si riteneva essere un antico bosco sacro risalente a epoche preistoriche, oggetto di superstizioni popolari, al centro del quale Sir Richard aveva fatto edificare una costruzione di pietra a imitazione di un autentico tempio di Astarte . Una notte nella villa si era tenuto un ballo in maschera e, a una certa ora, gli ospiti si erano resi conto che un'invitata, l'affascinante Diana Ashley, era scomparsa. Andandone alla ricerca, il gruppo degli ospiti l'aveva trovata nel boschetto, sulla soglia del tempio, con un elaborato costume da sacerdotessa di Astarte. Con toni drammatici la ragazza aveva ammonito il gruppo a non avvicinarsi, ma Sir Richard era invece avanzato e, dopo pochi passi, era caduto al suolo. Quando suo cugino Elliot era accorso a soccorrerlo, lo aveva trovato morto, pugnalato al cuore, ma non si era trovata traccia dell'arma del delitto. Gli invitati avevano riportato in casa la ragazza, svenuta, e il cadavere di Sir Richard. Nel corso della notte Elliot era tornato al boschetto ed era stato trovato al mattino, ferito alla spalla da una pugnalata; il coltello, un'antica arma cerimoniale ritrovata in un tumulo dei dintorni, giaceva accanto a lui. Elliot aveva raccontato che giungendo al boschetto aveva visto la figura di una donna in abbigliamento da sacerdotessa sulla soglia del tempio, poi era stato colpito alla spalla ed era svenuto. Il dottor Pender dichiara che lui stesso non era in grado di escludere del tutto un influsso sovrannaturale, tuttavia invita i membri del club a proporre una soluzione al mistero. Come al solito, dopo che tutti hanno esposto le loro teorie, sarà Miss Marple a sciogliere l'enigma.

### L'impronta del pollice di San Pietro
Adesso è il turno di Miss Marple che racconta una storia accaduta indirettamente a lei. La morte sospetta del marito di una sua lontana nipote causa una serie di pettegolezzi nel villaggio dove questa vive. Il cadavere viene esumato ma non si trova traccia di veleno. I dubbi sulla ragazza però rimangono. Sarà infine Miss Marple a trovare la vera spiegazione del decesso, basandosi sulle ultime parole pronunciate dall'uomo prima di morire.

### Il geranio azzurro
È passato un anno e Sir Henry Clithering è ancora una volta a St. Mary Mead, ospite del colonnello Arthur Bantry e di sua moglie, Dolly. Richiesto di suggerire una sesta persona per la cena, egli nomina Miss Marple e racconta ad una incredula Dolly del suo successo nel risolvere i misteri dell'anno precedente. Dolly si chiede se la vecchia signora sia in grado di risolvere un mistero sui fantasmi che Arthur ha...
Successivamente, Miss Marple è dai Bantry insieme a Sir Henry, a un'attrice chiamata Jane Helier e al dr. Lloyd. Arthur Bantry racconta di un suo amico chiamato George Pritchard, la cui defunta moglie era una difficile e scontrosa semi-invalida che aveva avuto una serie di infermiere a prendersi cura di lei. Queste si erano avvicendate regolarmente per l'intrattabilità della loro paziente, con la sola eccezione dell'infermiera Copling che in qualche modo era riuscita a gestire gli scoppi d'ira e le lamentele meglio delle altre.
Mrs Pritchard aveva una predilezione per gli indovini e un giorno una che disse di chiamarsi Zarida era venuta a casa quando sia George che l'infermiera Copling erano fuori per motivi diversi. Al suo ritorno a casa, la signora Pritchard raccontò a George che Zarida aveva proclamato che nella casa risiedeva il male e le aveva raccomandato di evitare i fiori blu. Due giorni dopo arrivò una lettera della cartomante che diceva "Attenzione alla luna piena. La primula blu significa avvertimento; la malvarosa blu significa pericolo; il geranio blu significa morte". Quattro giorni dopo, una delle primule raffigurate nella carta da parati della camera di Mrs Pritchard era diventata blu nel cuore della notte, proprio durante la luna piena. Passò un mese con Mrs Pritchard che contava i giorni che mancavano alla prossima luna piena. Questa volta fu una malvarosa della carta da parati a cambiare colore e a diventare blu, anche se la porta era chiusa a chiave.
Passò un altro mese e l'infermiera Copling e Pritchard diventavano sempre più nervosi, mentre Mrs Pritchard sembrava rassegnata. La mattina dopo la luna piena, Mrs Pritchard fu trovata morta nel suo letto, la boccetta dei sali accanto a lei, un lieve odore di gas nella stanza e un geranio sulla carta da parati diventato blu. Ci furono pettegolezzi dopo la sua morte e la riesumazione, ma ancora nessun risultato chiaro. Inoltre, Zarida era scomparsa e nessuno riusciva a capire come Mrs Pritchard l'avesse contattata.
Ancora una volta Miss Marple ha la soluzione. Dopo aver visto una volta un giardiniere mescolare cianuro di potassio con l'acqua per uccidere le vespe, era stata colpita da quanto la soluzione somigliasse ai sali. Se una tale soluzione fosse stata sostituita alla bottiglietta che Mrs Pritchard teneva sempre con sé, il cianuro l'avrebbe uccisa, ma presto non sarebbe rimasta nessuna traccia. Il gas avrebbe coperto l'odore di mandorle che sarebbe velocemente svanito. I fiori sul muro erano fatti con cartina di tornasole rossa che l'ammoniaca contenuta negli autentici sali aveva fatto diventare blu, in quanto alcaloide. Tutto questo era stato opera dell'infermiera Copling, che aveva anche impersonato Zarida nella vana speranza di sposare il signor Pritchard dopo che sua moglie fosse morta. Sir Henry conferma che l'infermiera Copling era stata recentemente arrestata per un delitto simile.
Questo racconto è stato adattato per la quinta serie di "Marple di Agatha Christie", con Julia McKenzie. L'adattamento è notevolmente arricchito rispetto al racconto ma ne conserva essenzialmente la trama.

### La dama di compagnia
Il secondo ospite a proporre un enigma è il dottor Lloyd. Durante un periodo in cui esercitava la professione alle isole Canarie, a Las Palmas, si era trovato un giorno su una spiaggia di una località remota a soccorrere due donne inglesi che rischiavano di annegare, la signorina Mary Barton e la sua dama di compagnia, la signorina Amy Durrant. Mary si era salvata, mentre per Amy purtroppo non c'era stato nulla da fare. In apparenza si era trattato di una tragica fatalità, ma una testimone aveva detto di avere visto Mary che teneva la testa di Amy sott'acqua. Questo aveva fatto nascere dei sospetti nella mente del dottore, sospetti che si erano rinforzati per l'atteggiamento della signorina Barton, che sembrava tormentata da qualche rimorso e aveva fatto oscure allusioni sul "farsi giustizia con le proprie mani". La donna era tornata in Inghilterra e, qualche settimana dopo, il dottor Lloyd aveva saputo che era scomparsa da un albergo in Cornovaglia; aveva lasciato soltanto sulla spiaggia i suoi vestiti e un biglietto nel quale dichiarava di dover espiare la sua colpa morendo nello stesso modo in cui era morta Amy. Il dottore invita quindi gli altri ospiti a proporre una spiegazione dell'apparente omicidio/suicidio. Tutti avanzano ipotesi anche complicate, ma solo Miss Marple, con la sua acuta conoscenza della natura umana, scopre la verità.

### I quattro indiziati
Il problema proposto da Sir Henry Clithering riguarda la morte di un anziano professore tedesco, il dottor Rosen. Il dottore viveva in un piccolo villaggio con sua nipote Greta, un segretario, una cuoca e un giardiniere. Sir Henry spiega che il dottor Rosen era fuggito dalla Germania per evitare la vendetta di una potente società segreta di natura criminale che era stata smantellata dalle autorità grazie al suo lavoro e che si aspettava di venire assassinato, presto o tardi. Il segretario, Charles Templeton, è in realtà un uomo di Scotland Yard che aveva il compito di proteggerlo per quanto possibile. Ma un giorno il dottore viene ritrovato cadavere dopo essere caduto dalle scale del suo villino: un incidente in apparenza indiscutibile, ma Sir Henry non ha dubbi che si tratti di omicidio. Non esistono però prove materiali; l'unico indizio possibile sta nel fatto che l'assassino deve avere ricevuto l'ordine di uccidere immediatamente prima di agire, e quindi un messaggio deve essere arrivato in qualche modo a uno dei quattro abitanti della casa. Ma l'esame delle lettere giunte quel giorno per posta non dà risultati. Sir Henry è preoccupato per l'alone di sospetto che è destinato a rimanere per sempre sui tre innocenti, e in particolare su Templeton, che non può essere escluso dagli indiziati, dato che ha ricevuto proprio quel giorno una lettera dalla Germania che poi ha distrutto. Miss Marple però ha notato alcuni particolari che svelano come il messaggio sia giunto all'assassino; cosa insolita, anche la signora Bantry giunge, come la sua amica, alla soluzione corretta.

### Una tragedia natalizia
Tocca ora a Miss Marple, che racconta una vicenda avvenuta parecchi anni prima. Mentre trascorreva le vacanze di Natale in un albergo di una località termale, aveva conosciuto una giovane coppia. In base alla sua esperienza della natura umana, era convinta che il marito stesse progettando di assassinare la moglie. Alcuni incidenti sospetti avevano confermato questa sua ipotesi. Miss Marple aveva quindi fatto alcune allusioni in presenza del marito, sperando di scoraggiarlo. Ma il pomeriggio prima di Natale, il marito era tornato dopo avere acquistato alcuni regali e, in presenza di Miss Marple e altri ospiti dell'hotel, aveva scoperto il cadavere della moglie riverso a faccia in giù nella loro stanza. La polizia, giunta sul posto dopo qualche ritardo, aveva accertato senza ombra di dubbio che il marito aveva un alibi di ferro, assolutamente inattaccabile. Miss Marple si era quindi trovata costretta a ipotizzare che, pur rimanendo un assassino potenziale, l'uomo non avesse in realtà ucciso la moglie. Riesaminando accuratamente tutti gli elementi della scena del delitto (un cappello spostato, un guardaroba chiuso a chiave e il telefono dell'hotel danneggiato) l'anziana signorina era infine giunta alla vera spiegazione dell'omicidio e all'identificazione del colpevole.

### L'erba della morte
Dopo molte insistenze degli altri ospiti, anche la signora Bantry, frugando nella propria memoria, trova un enigma da narrare. Anni prima, mentre lei e il marito erano ospiti nella casa di campagna di Sir Ambrose Bercy, una sera delle foglie di digitale vennero mescolate alla salvia e inserite nel ripieno di un'anatra arrosto. Tutti gli invitati stettero molto male e una ragazza, la pupilla di Sir Ambrose, morì. La signora Bantry interrompe a questo punto la narrazione, ma i suoi ospiti non sono soddisfatti e dopo molte insistenze e una serie di domande portano alla luce i dettagli di una situazione complessa e ricca di sfumature; un triangolo amoroso, una dama di compagnia un po' troppo melliflua, un vecchio collezionista di libri antichi e un patrimonio considerevole, che però sarebbe dovuto andare alla ragazza morta. Il dottor Lloyd sottolinea come sia difficile avvelenare un gruppo di persone ed essere sicuri di colpire la persona desiderata, e avanza l'ipotesi che la vittima designata fosse in realtà Sir Ambrose, che soffriva di cuore. Sir Henry e l'attrice Jane Helier propongono a loro volta delle soluzioni alternative, ma come al solito sarà Miss Marple a fornire la spiegazione corretta.

### Un incidente al bungalow
È il momento di Jane e lei decide di esporre un fatto avvenuto a una sua amica. O meglio, così lei dice, ma tutti comprendono fin dall'inizio che sta parlando di sé. La "sua amica" era in tournée in un luogo poco lontano da Londra. Questa venne chiamata alla stazione di polizia in relazione a un furto in un bungalow sulla riva del fiume. La polizia aveva già provveduto ad arrestare un giovane, Leslie Faulkner. Costui affermava di avere ricevuto una lettera dall'attrice (infine Jane ammette che si tratta proprio di lei) per discutere di un copione teatrale, che quando era andato al bungalow una donna, presentatasi come Jane Helier, lo aveva drogato e che si era risvegliato in un viottolo di campagna. Jane espone la storia che diventa sempre più intricata: al bungalow, che era in realtà di proprietà di un ricco baronetto che vi alloggiava la propria amante, era stato commesso un furto di gioielli. Alla polizia era arrivata una telefonata che accusava del furto un giovane corrispondente alla descrizione di Faulkner, il quale dichiara che la donna che lo aveva ricevuto non era certamente Jane Helier. Nessuno sembra saper dare una spiegazione valida per tutti questi avvenimenti: non riescono a trovare il colpevole. Miss Marple parla del fatto che le donne dovrebbero essere solidali tra di loro, la signora Bantry espone diverse ipotesi, piuttosto improbabili data la situazione. Jane confessa infine che lei stessa non conosce la soluzione dell'enigma e che sperava che, sottoponendo il problema ai suoi amici, qualcuno avrebbe saputo darne una spiegazione.  Ma Miss Marple ha capito molto più degli altri, come spiega nel finale.

### Morte per annegamento
Nel piccolo villaggio di St. Mary Mead avviene un fatto piuttosto triste. Una giovane ragazza, Rose Emmott, viene trovata morta, annegata. Tutti sono pronti a puntare il dito contro Sandford, l'uomo che l'ha messa incinta. Infatti nella tasca di Rose, viene trovato un biglietto nel quale R. Sandford le dava appuntamento sul ponte alle 8.30: proprio l'ora e il luogo in cui è avvenuto il fatto. Ma Miss Marple è sicura di sé e non vuole che un innocente venga condannato. Lei conosce già l'assassino, ma non ha prove. È questa la ragione per cui sabato mattina, il giorno seguente al fattaccio, si reca da Sir Henry Clithering, ex commissario capo di Scotland Yard, affinché lui riesca ad indagare. Gli consegna un biglietto nel quale scrive il nome della persona che lei ritiene sia il colpevole.
Sir Henry Clithering conosce le abilità di Miss Marple, pertanto decide di fidarsi e di indagare. Così si reca dal colonnello Melchett, il capo della polizia della contea. Per l'ispettore è un vero onore avere come ospite Henry, la sua fama è molto nota. Dalle parole di Melchett, si capisce chiaramente la sua posizione. Ritiene, infatti, che il colpevole sia Sandford. Henry non si sbilancia, ma insiste nell'indagare. Come prima cosa, si recano dal padre. Questi dichiara di aver visto la figlia per l'ultima volta all'ora del tè. Successivamente si dedicano all'indiziato numero uno: Rex Sandford. Ammette di aver preso appuntamento con Rose tramite un biglietto, ma aggiunge che non vi era andato. Afferma di aver fatto solo un giro, sperava di non rivedere più la ragazza e di sistemare la questione del bambino con una somma di denaro che sarebbe stata stabilita dall'avvocato. Lui è fidanzato a Londra, città da cui proviene, e non vuole assolutamente che la notizia di Rose si diffonda. Sir Henry apprende l'esistenza di un "corteggiatore" non corrisposto della signorina Rose, per tutti un bravo ragazzo. Data la situazione, decidono di farvi visita. Con lui, abita la signora Barlett, vedova che tira avanti lavando la biancheria. La corporatura della donna era piuttosto grossa. Iniziano a parlare con Joe Ellis. Questi ammette il debole per Rose e aggiunge che avrebbe tanto desiderato sposarla, nonostante fosse incinta. Come consuetudine viene chiesto dove fosse alle 8 e 30 e lui risponde di essere stato in casa con la signora per sistemare un mobile. Questa risposta risulta, però, ad Henry come "pronta": non naturale. Ciò fa scaturire in lui sospetti circa il ragazzo. Sir Henry, con una scusa si reca in cucina, dove c'è la vedova. Scambia qualche parola e quando esce urta per sbaglio una carrozzina. Immediatamente Henry è preoccupato per il bambino, teme di averlo svegliato. Poi la Barlett lo rassicura: lei usa la carrozzella per portare in giro il bucato. Niente bambini! Per Melchett il colpevole è Sandford, non ci sono dubbi. Eppure Henry è incerto. C'è ancora una persona da visitare. Si tratta dell'unico testimone oculare: Jimmy Brown. Ragazzo intelligente, piccolo per la sua età, ma con gli occhi svegli e l'espressione accorta. Il ragazzo aveva visto qualcuno nel bosco, il signor Sandford, circa dieci minuti prima del fatto. Poi riferisce di aver notato Joe Ellis che camminava lungo il sentiero adagio e fischiettava. Lo aveva riconosciuto proprio per la canzone che fischiettava! Joe Ellis andava verso il villaggio. Al ragazzo pareva, inoltre che ci fossero due uomini con una carriola sul sentiero del ponte. La situazione non era delle migliori. L'ipotesi di Miss Marple sembrava non reggere. Eppure, il suo intuito era formidabile, come poteva aver fatto cilecca? Sir Henry Clithering va a far visita alla vecchietta. Lui le riferisce ogni minima informazione che aveva ricevuto. Inizialmente è sconcertata, ma poi riflettendo fa notare a sir Henry che il fattaccio è avvenuto venerdì sera e ogni venerdì sera la signora Barlett fa il giro dei clienti per consegnare il bucato che ha lavato durante la settimana. Ora ogni particolare si inserisce nel quadro. Stringe con calore la mano di Miss Marple e, dopo alcuni minuti, è nuovamente nella casetta della signora Barlett. Sir Henry affronta Joe senza timori, dichiarando che quest'ultimo non era in casa la sera in cui Rose è morta. Joe si difende subito, affermando di non essere stato lui ad ucciderla. Henry lo spinge a parlare e gli chiede la ragione per cui aveva mentito. Joe cede e parla. Aveva paura e la signora Barlett lo aveva visto. Quando avevano saputo quello che era successo, la vedova aveva proposto di dire che Joe era rimasto in casetta a lavorare, temendo che si mettesse male per lui. Henry va in cucina, velocemente. Con voce ferma e sicura riferisce alla Barlett di sapere la verità e che le conviene confessare se non vuole che Joe venga impiccato ingiustamente. L'ex commissario ricostruisce i fatti di venerdì sera. La Barlett era fuori per distribuire il bucato, si era imbattuta in Rose, la Barlett era innamorata persa di Joe... e sognava di farne il suo uomo. Aveva afferrato la ragazza per le spalle e gettata nel fiume. Qualche minuto dopo aveva incontrato Joe e lei ha deciso di fargli dire una menzogna affinché lei fosse salva. Nessuno avrebbe mai dubitato di lei! Jimmy, il ragazzino, l'aveva vista, da lontano, ma aveva scambiato la carrozzella per una carriola... spinta da due uomini. La donna trattiene il respiro, e conferma quello che ha detto Henry. Infine si complimenta con l'ex commissario per la sua bravura e lui confessa che non era suo il merito. Dicendo questo, tira fuori il biglietto su cui c'è scritto: "La signora Barlett, presso cui alloggia Joe Ellis al 2 di Mill Cottages." Una volta di più, Miss Marple aveva fatto centro.

## Edizioni italiane
- in Miss Marple: indagare è il mio peccato, a cura di Alberto Tedeschi, Collana Omnibus Gialli, Milano, Arnoldo Mondadori Editore, 1972. [contiene due racconti: Un'idea geniale e La dama di compagnia]
- in Miss Marple: ai ferri corti col delitto, trad. di Lydia Lax, a cura di Alberto Tedeschi, Collana Omnibus Gialli, Mondadori, Milano, 1976. [contiene 11 racconti]
- Miss Marple e i tredici problemi, traduzione di Lydia Lax, Milano, Mondadori, 1981.